# Aqqalu Jerimiassen
Aqqalu Clasen Jerimiassen (* 24. července 1986) je grónský politik a od roku 2019 předseda strany Atassut.

## Životopis

### Mládí
Aqqalu Jerimiassen pracoval v letech 2009 až 2011 jako hotelový úředník v Ilulissatu a Qaqortoqu. V letech 2011 až 2013 byl starším asistentem správce daně, poté opět tři roky pracoval v hotelu Arctic v Ilulissatu. V roce 2016 byl jmenován konzultorem cestovního ruchu pro kraj Qaasuitsup. V letech 2017 až 2018 byl spolumajitelem společnosti Ilulissat Water Safari.

### Politický život
Jerimiassen poprvé kandidoval za stranu Atassut ve svých 19 letech v parlamentních volbách v roce 2005, ale získal pouze 16 hlasů. Znovu kandidoval ve volbách v roce 2014, ale opět neuspěl, když obdržel pouze 20 hlasů. V roce 2017 kandidoval v komunálních volbách a získal třetí nejvyšší počet hlasů ze všech kandidátů v celostátním měřítku a zdaleka nejvíce v novém kraji Avannaata, kde byl jmenován kandidátem na místostarostu kraje, přičemž starostou se stal jeho strýc Palle Jerimiassen.
V parlamentních volbách v roce 2018 poprvé získal mandát v Inatsisartutu a následně byl jmenován ministrem akvizice a energetiky v třetí Kielsenově vládě. V dubnu 2019 prohlásil, že nevěří, že klimatické změny způsobuje člověk. Tento krok vyvolal pobouření všech stran, většina mu vyslovila nedůvěru. Atassut toho využil k odchodu z koalice. Aqqalu Jerimiassen se tak následně ujal svého poslaneckého mandátu, který jako ministr nemůže zastávat.
Dne 9. listopadu 2019 Jerimiassen vystřídal Sivertha K. Heilmanna v čele Atassutu, načež oznámil výraznou změnu kurzu, kdy se Atassut vrátil ke svým původním antiseparatistickým principům.
V parlamentních volbách v roce 2021 mírně vylepšil volební výsledek Atassutu a obhájil svůj mandát v Inatsisartutu. Kromě toho byl znovu zvolen do rady kraje Avannaata.

## Osobní život
Aqqalu Jerimiassen je synovcem Palleho Jerimiassena, starosty kraje Avannaata. S manželkou Najattaaq Mørch Jerimiassen má dvě děti, Tira (*2013) a Madse (*2016).